# Indosasa spongiosa
Indosasa spongiosa là một loài thực vật có hoa trong họ Hòa thảo. Loài này được C.S.Chao & B.M.Yang mô tả khoa học đầu tiên năm 1982.